# Cidaria
Genre
Cidaria est un genre de lépidoptères (papillons) de la famille des Geometridae et de la sous-famille des Larentiinae.

## Liste des espèces
En Europe, ce genre ne compte qu'une seule espèce :
- Cidaria fulvata (Forster, 1771) — la Cidarie fauve

### Liste complète
- Cidaria antauges
- Cidaria arearuptata
- Cidaria basharica
- Cidaria chloronotata
- Cidaria costovata
- Cidaria cuspidata
- Cidaria degenerata
- Cidaria deguttata
- Cidaria deletaria
- Cidaria dimidiaria
- Cidaria distinctata
- Cidaria fractistriga
- Cidaria fractistrigata
- Cidaria fulvata
- Cidaria kashmirica
- Cidaria kolari
- Cidaria lineata
- Cidaria multistriata
- Cidaria nugata
- Cidaria ochracearia
- Cidaria ochreata
- Cidaria ochripennis
- Cidaria opprestata
- Cidaria passerata
- Cidaria pronotata
- Cidaria propinqua
- Cidaria rufescens
- Cidaria staudingeri